# Jordan Teze
Jordan Teze (Groningen, 30 september 1999) is een Nederlandse voetballer die doorgaans als verdediger speelt. Hij maakte op 20 oktober 2017 zijn debuut in het betaald voetbal als speler van Jong PSV. Teze debuteerde in 2022 in het Nederlands voetbalelftal.

## Carrière
Teze werd geboren in Groningen. Zijn moeder was de burgeroorlog in Congo ontvlucht en was verhuisd naar Nederland. In het asielzoekerscentrom ontmoette ze haar eveneens uit Congo afkomstige man. Ze kregen in Nederland twee kinderen, rapper Jordi Teze en voetballer Jordan. Het gezin verhuisde naar Brabant en Teze begon met voetballen bij RSC Alliance. Hij werd in 2007 opgenomen in de jeugdopleiding van PSV, waar hij vanaf de F-pupillen alle jeugdelftallen doorliep. Hij tekende in juli 2016 zijn eerste contract bij de Eindhovense club, tot medio 2019. Teze debuteerde op 20 oktober 2017 in het betaald voetbal. Hij speelde die dag met Jong PSV een met 3–2 gewonnen wedstrijd in de Eerste divisie, thuis tegen RKC Waalwijk. Hij begon in de basis en maakte de volledige speeltijd vol. Teze maakte op 29 januari 2018 zijn eerste doelpunt in het betaald voetbal. Hij bracht Jong PSV toen op 1–0 tijdens een met 4–1 gewonnen competitiewedstrijd thuis tegen FC Eindhoven.
Teze debuteerde op 25 augustus 2018 in het eerste elftal van PSV, tijdens een met 1–2 gewonnen competitiewedstrijd uit bij PEC Zwolle. Hij viel toen in de 75e minuut in voor Denzel Dumfries. Interim-coach Ernest Faber hevelde hem in december 2019 over naar de selectie van het eerste elftal. Hij zat dat jaar vooral nog veel op de reservebank. Coach Roger Schmidt promoveerde hem in 2020/21 tot vaste basisspeler. Hij speelde dat jaar 33 competitieronden, waarvan 31 vanaf de aftrap. Daarnaast kwam hij dat seizoen negen keer uit in de Europa League, tegen onder meer Omonia Nicosia, PAOK Saloniki, Granada en Olympiakos Piraeus. Teze won in seizoen 2021/22 zowel de Johan Cruijff Schaal als de KNVB Beker met PSV, zijn eerste prijzen in het profvoetbal. Waar hij in het eerste van PSV begon als rechtsback, ging hij steeds meer als centrale verdediger spelen. Teze maakte op 10 april 2022 zijn eerste doelpunt, de 2–0 tijdens een met diezelfde cijfers gewonnen competitiewedstrijd tegen RKC Waalwijk.
Op 9 augustus 2024 maakte trainer Peter Bosz (PSV) bekend op de persconferentie dat Teze weigert voor PSV uit te komen in de eerste competitiewedstrijd van het seizoen, thuis tegen RKC Waalwijk op zaterdag 10 augustus. Hij wilde op deze manier een transfer naar het op de Franse hoogste niveau uitkomende AS Monaco proberen te forceren. Een paar uur later maakte Teze excuses en werd hij toch opgenomen in de wedstrijdselectie. Teze zou dat seizoen twee keer invallen bij PSV voordat zijn transfer naar Monaco officieel bekend werd gemaakt. PSV ontving zo'n 12 miljoen euro voor Teze.

## Clubstatistieken
| Seizoen     | Club        | Competitie     | Competitie | Competitie | Beker | Beker | Internationaal | Internationaal | Totaal | Totaal |
| Seizoen     | Club        | Competitie     | Wed.       | Dlp.       | Wed.  | Dlp.  | Wed.           | Dlp.           | Wed.   | Dlp.   |
| ----------- | ----------- | -------------- | ---------- | ---------- | ----- | ----- | -------------- | -------------- | ------ | ------ |
| 2017/18     | Jong PSV    | Eerste divisie | 16         | 1          | 0     | 0     | —              | —              | 16     | 1      |
| 2018/19     | Jong PSV    | Eerste divisie | 18         | 3          | 0     | 0     | —              | —              | 18     | 3      |
| 2019/20     | Jong PSV    | Eerste divisie | 11         | 0          | 0     | 0     | —              | —              | 11     | 0      |
| Club totaal | Club totaal | Club totaal    | 45         | 4          | 0     | 0     | 0              | 0              | 45     | 4      |

| Seizoen     | Club        | Competitie  | Competitie | Competitie | Beker | Beker | Internationaal | Internationaal | Totaal | Totaal |
| Seizoen     | Club        | Competitie  | Wed.       | Dlp.       | Wed.  | Dlp.  | Wed.           | Dlp.           | Wed.   | Dlp.   |
| ----------- | ----------- | ----------- | ---------- | ---------- | ----- | ----- | -------------- | -------------- | ------ | ------ |
| 2018/19     | PSV         | Eredivisie  | 1          | 0          | 1     | 0     | 0              | 0              | 2      | 0      |
| 2019/20     | PSV         | Eredivisie  | 2          | 0          | 0     | 0     | 1              | 0              | 3      | 0      |
| 2020/21     | PSV         | Eredivisie  | 33         | 0          | 3     | 0     | 9              | 0              | 45     | 0      |
| 2021/22     | PSV         | Eredivisie  | 29         | 1          | 4     | 0     | 14             | 0              | 47     | 1      |
| 2022/23     | PSV         | Eredivisie  | 27         | 0          | 4     | 0     | 11             | 0              | 42     | 0      |
| 2023/24     | PSV         | Eredivisie  | 30         | 2          | 2     | 0     | 12             | 1              | 44     | 3      |
| 2024/25     | PSV         | Eredivisie  | 2          | 0          | 0     | 0     | 0              | 0              | 2      | 0      |
| 2024/25     | AS Monaco   | Ligue 1     | 0          | 0          | 0     | 0     | 0              | 0              | 0      | 0      |
| Club totaal | Club totaal | Club totaal | 124        | 3          | 14    | 0     | 47             | 1              | 185    | 4      |

Bijgewerkt op 20 augustus 2024.

## Interlandcarrière
Teze speelde in alle Nederlandse nationale jeugdteams vanaf Nederland –16. Hij nam Nederland –17 deel aan het EK –17 van 2016 en met Nederland –21 aan het EK –21 van 2021. Teze debuteerde op 8 juni 2022 in het Nederlands voetbalelftal. Bondscoach Louis van Gaal gaf hem toen een basisplaats in en met 1–2 gewonnen wedstrijd in de UEFA Nations League, uit bij Wales.
| Interlands van Teze voor Nederland | Interlands van Teze voor Nederland | Interlands van Teze voor Nederland | Interlands van Teze voor Nederland | Interlands van Teze voor Nederland | Interlands van Teze voor Nederland |
| №                                  | Datum                              | Wedstrijd                          | Uitslag                            | Soort Wedstrijd                    | Goals                              |
| Als speler van PSV                 | Als speler van PSV                 | Als speler van PSV                 | Als speler van PSV                 | Als speler van PSV                 | 0                                  |
| ---------------------------------- | ---------------------------------- | ---------------------------------- | ---------------------------------- | ---------------------------------- | ---------------------------------- |
| 1.                                 | 8 juni 2022                        | Wales – Nederland                  | 1 – 2                              | UEFA Nations League 2022/23        |                                    |
| 2.                                 | 11 juni 2022                       | Nederland – Polen                  | 2 – 2                              | UEFA Nations League 2022/23        |                                    |
| 3.                                 | 14 juni 2022                       | Nederland – Wales                  | 3 – 2                              | UEFA Nations League 2022/23        |                                    |
| 4.                                 | 21 november 2023                   | Gibraltar – Nederland              | 0 – 6                              | Kwalificatie EK 2024               |                                    |

## Erelijst
| Eredivisie           | 1x | 2023/24          |
| KNVB Beker           | 2x | 2021/22, 2022/23 |
| Johan Cruijff Schaal | 3x | 2021, 2022,2023  |